# Santo Tomás, Jiquipilas
Santo Tomás är en ort i Mexiko.   Den ligger i kommunen Jiquipilas och delstaten Chiapas, i den sydöstra delen av landet, 700 km sydost om huvudstaden Mexico City. Santo Tomás ligger 661 meter över havet och antalet invånare är 106.
Terrängen runt Santo Tomás är huvudsakligen kuperad, men åt nordväst är den platt. Runt Santo Tomás är det ganska glesbefolkat, med 47 invånare per kvadratkilometer. Närmaste större samhälle är Cristóbal Obregón, 13,1 km söder om Santo Tomás. I omgivningarna runt Santo Tomás växer huvudsakligen savannskog.